# Neuer jüdischer Friedhof Luxemburg Limpertsberg

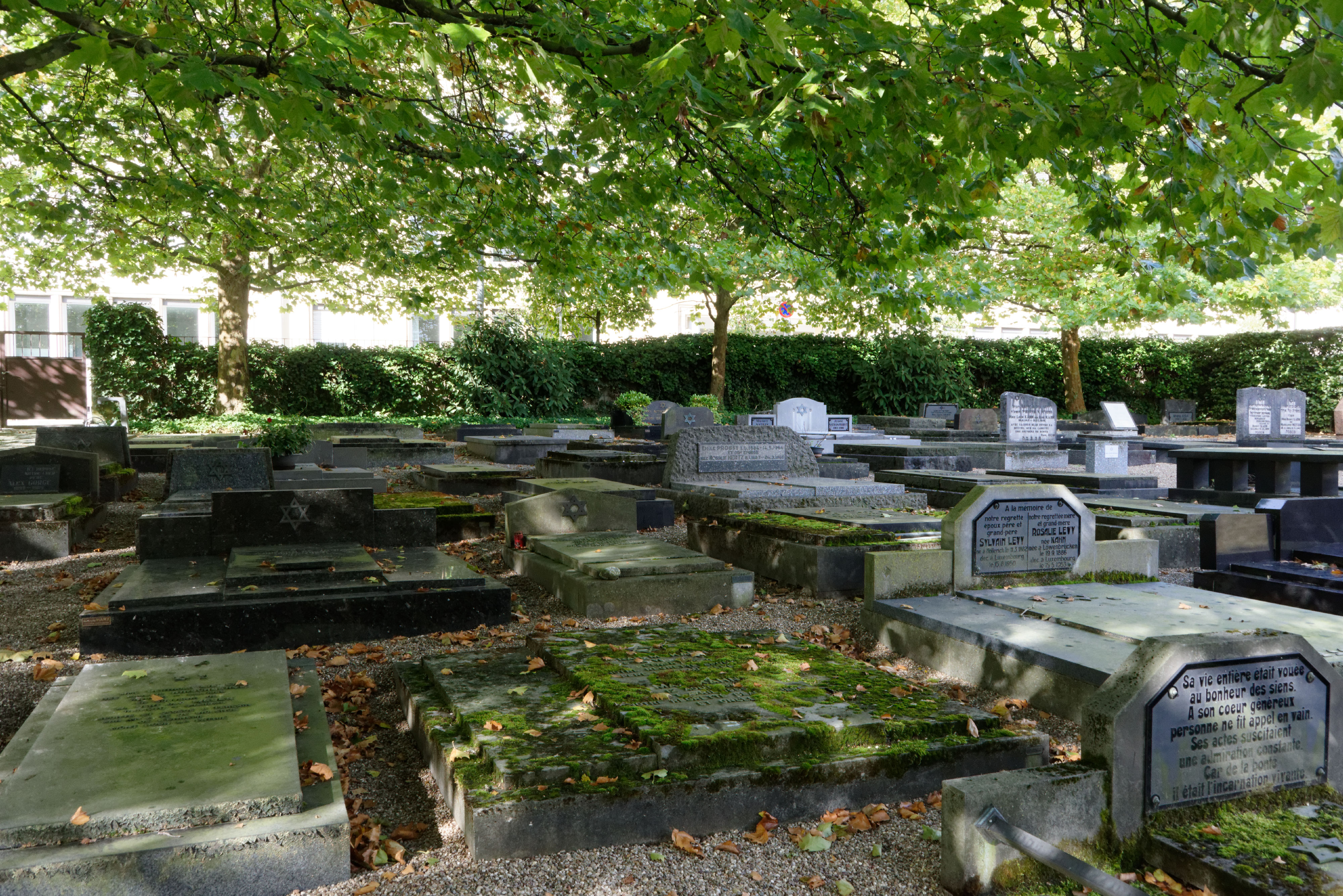
Blick über den Friedhof

Der 1,7934 ha große neue jüdische Friedhof oder Le cimetière Bellevue liegt im Luxemburger Stadtteil Limpertsberg an der Rue des Cerisiers. Nachdem der Malakoff-Friedhof in Clausen vollständig belegt worden war, wurde der neue Friedhof 1883 angelegt. Die erste Beisetzung erfolgte 1884. Im Laufe der Jahre wurde der Friedhof mehrfach erweitert und wird heute noch genutzt. Es ist der größte jüdische Friedhof in Luxemburg.
Der Friedhof ist mit einer Mauer und einer Hainbuchenhecke umgeben. Der Hauptweg wird mit einer Platanenallee gebildet, die Flächen sind mit Birken bepflanzt. Er verfügt über eine Friedhofshalle.
1961 wurde der Friedhof und die Pflege von der Stadtverwaltung übernommen.
Auf dem Friedhof befindet sich das Grab der Familie Oppenheim mit einer Gedenktafel für den im KZ Theresienstadt gestorbenen Maler Guido Oppenheim. 

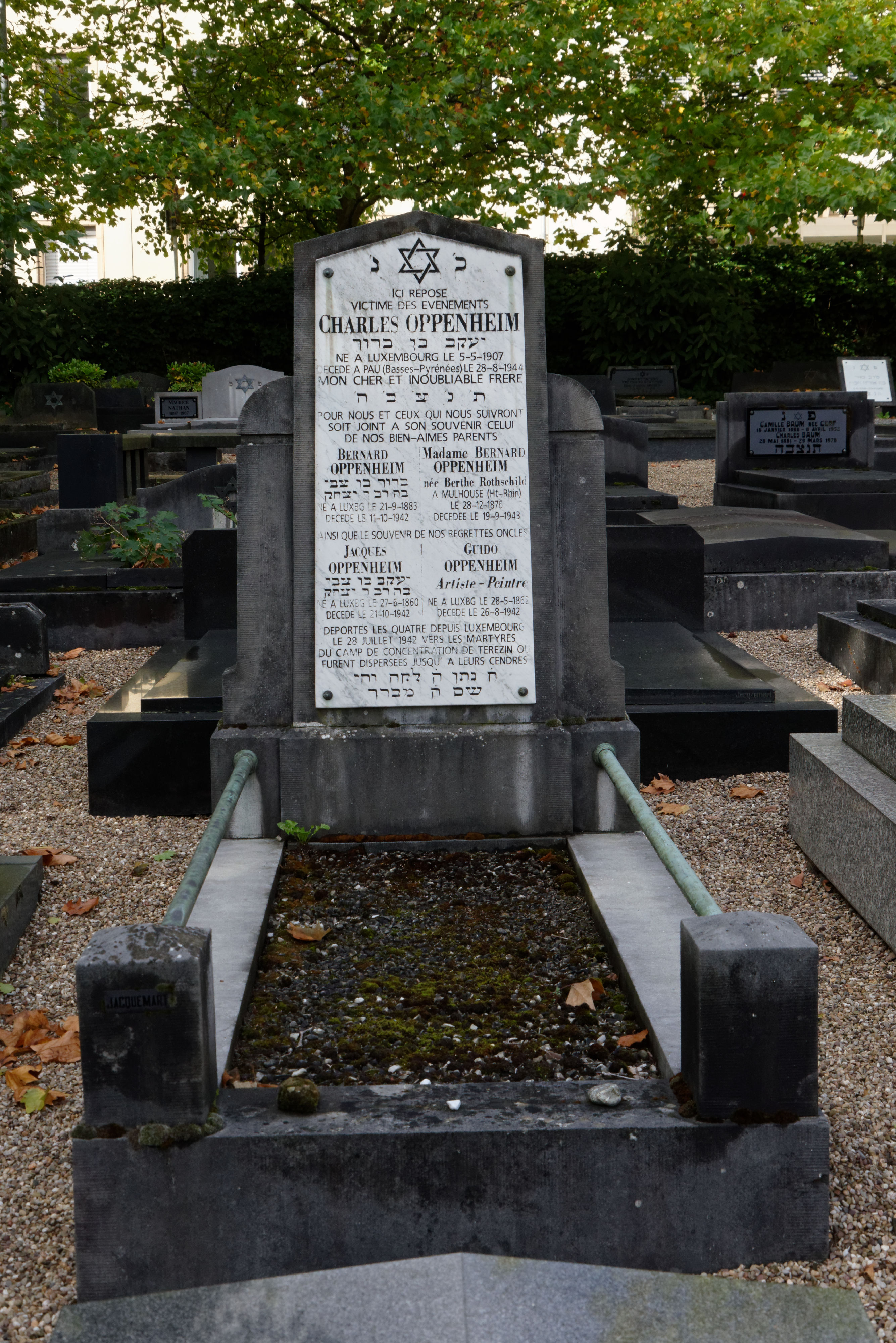
Grab und Gedenkstätte der Familie Oppenheim
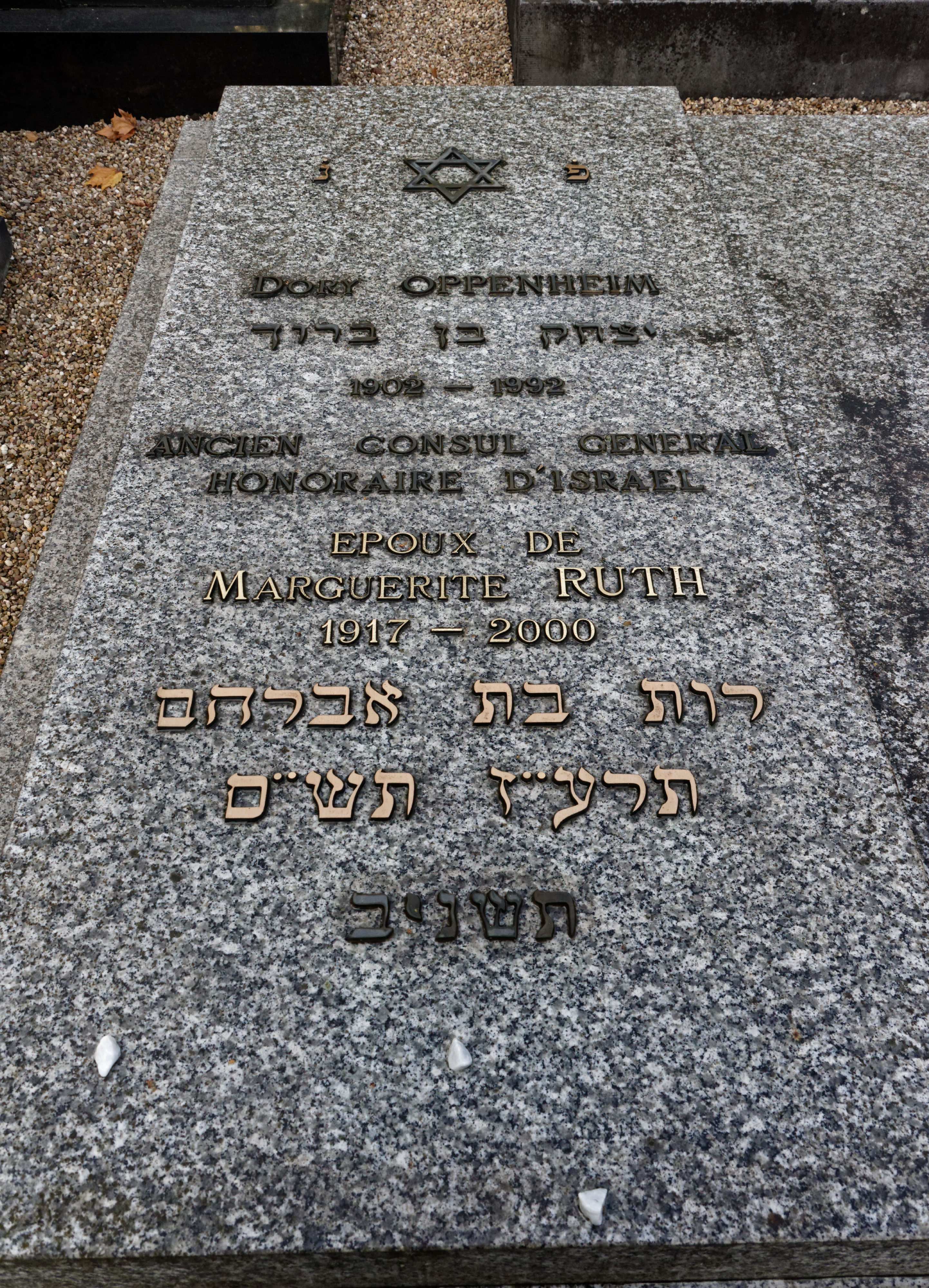
Grab Dory Oppenheim und Frau
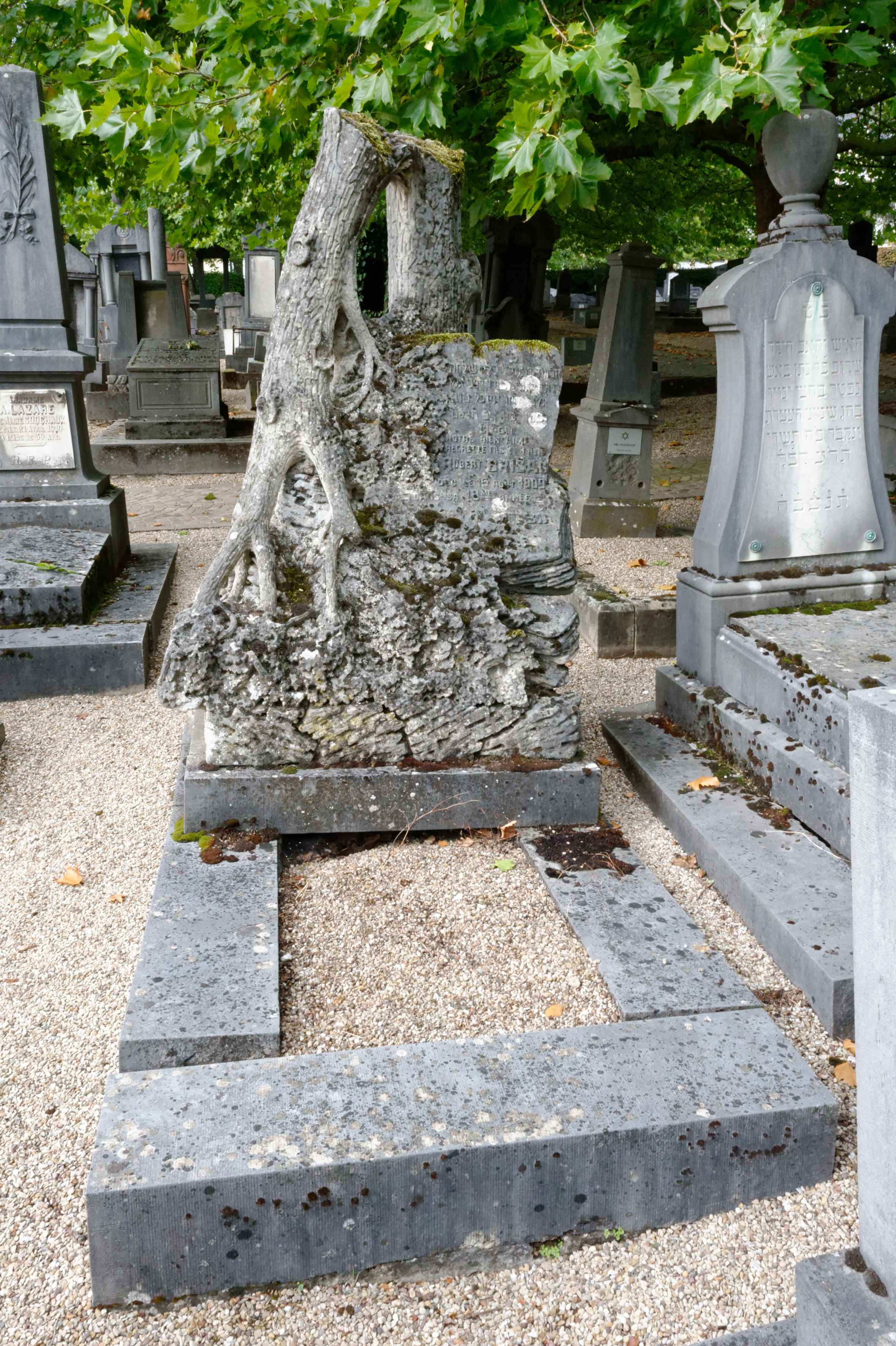
"abgebrochene Bäume"
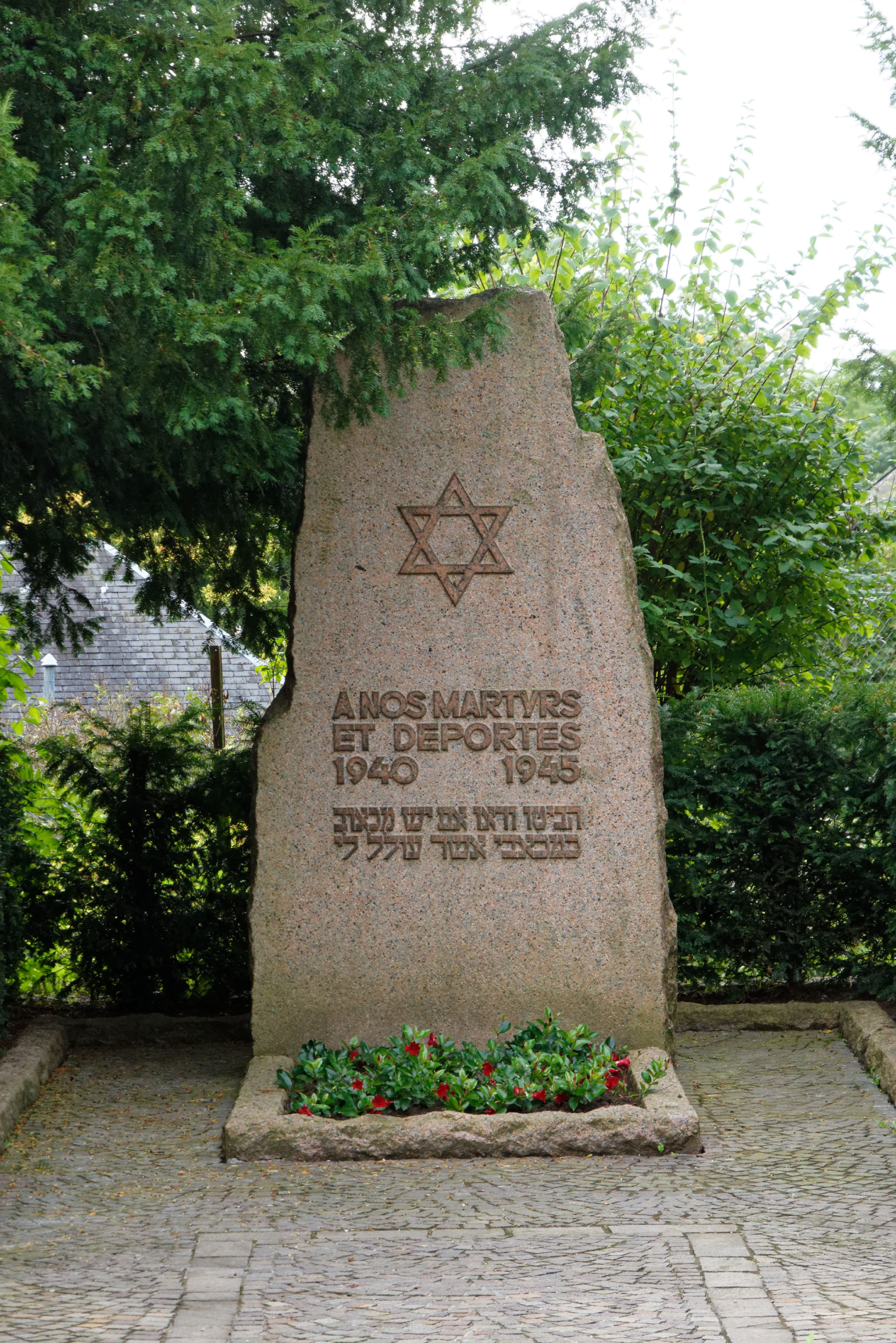
Mahnmal für die Deportierten
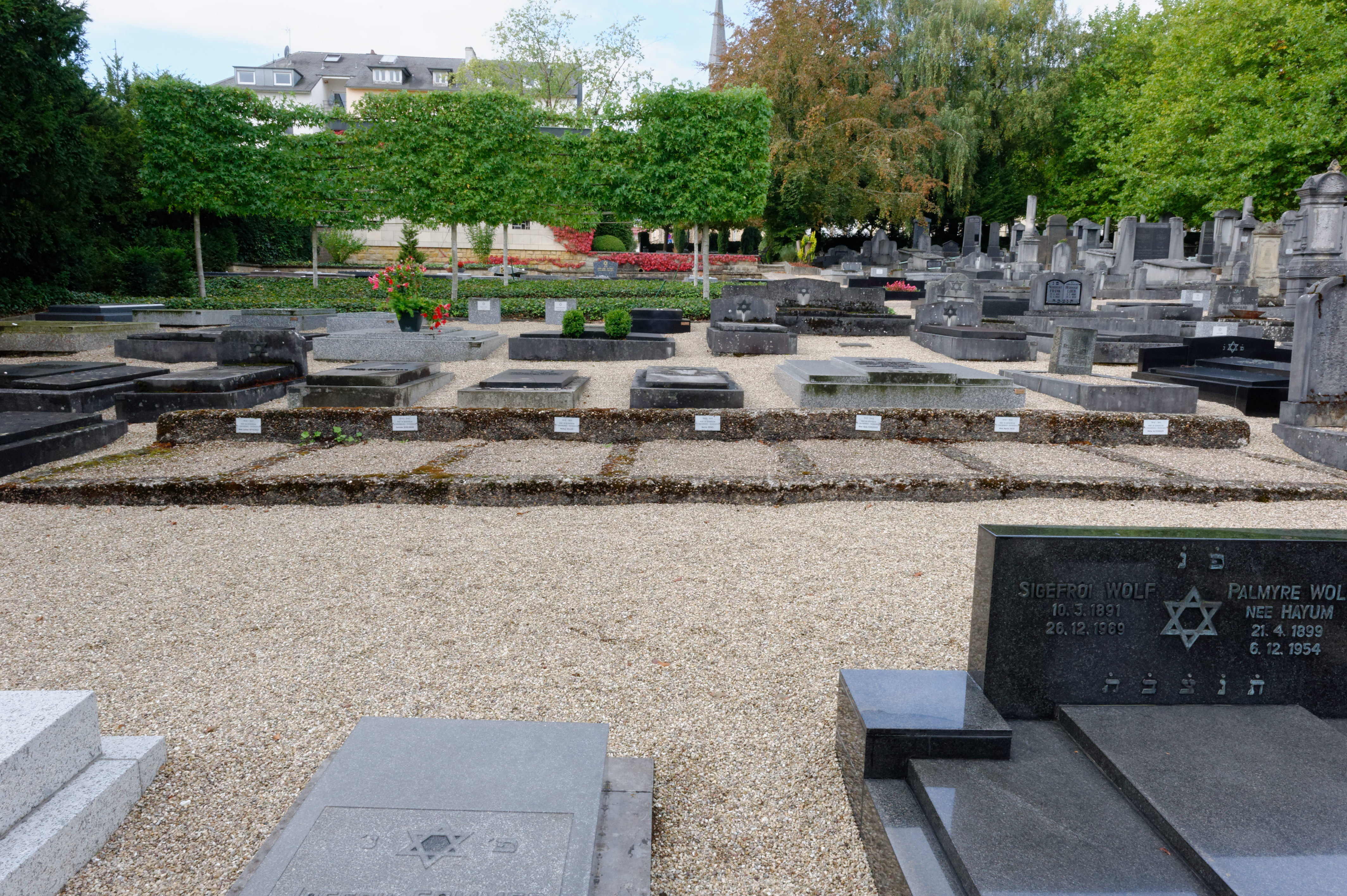
Gedenkgräber der Deportierten
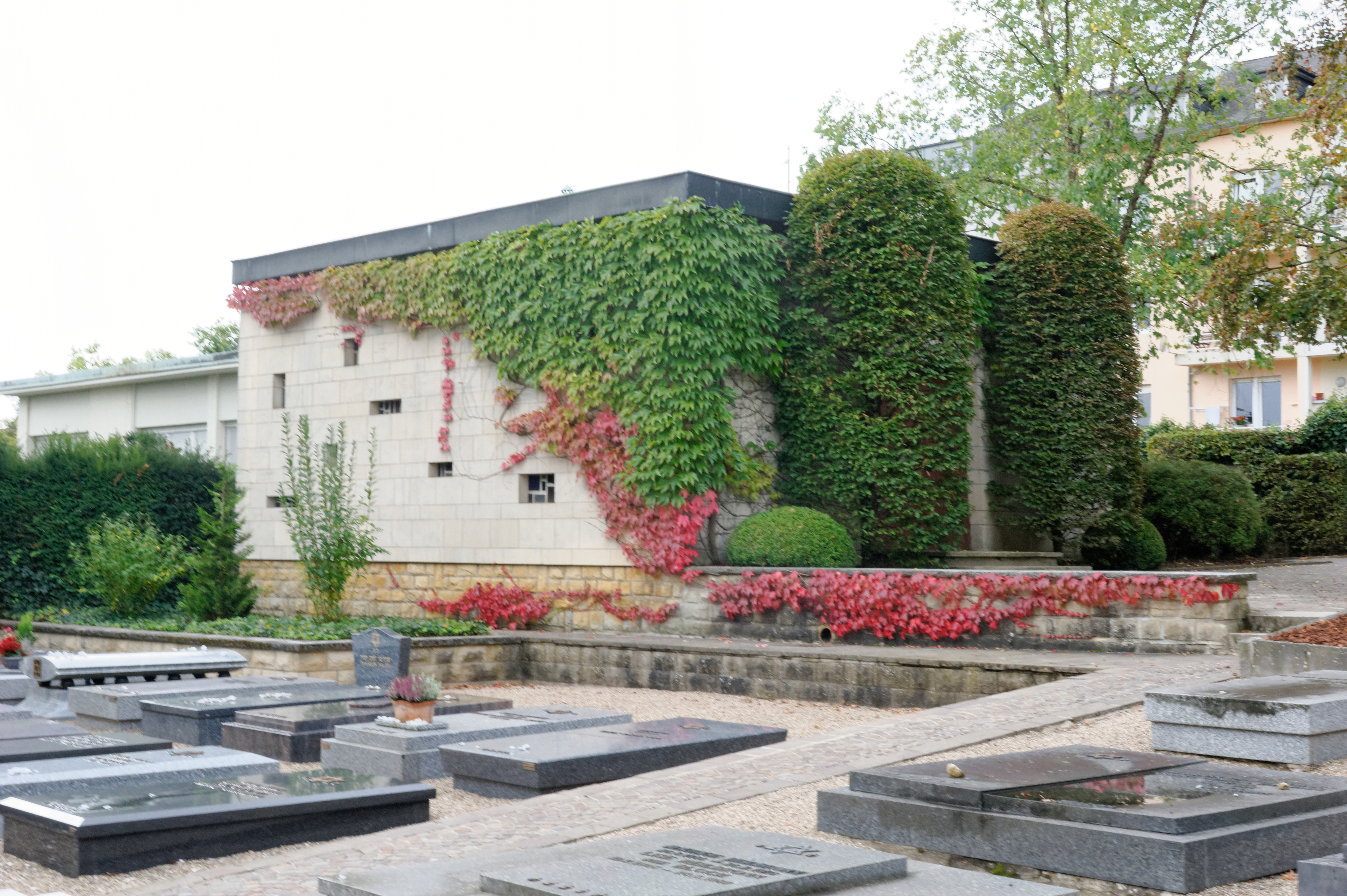
Die Friedhofshalle